# .укр
El nom de domini укр (abreviatura de l'ucraïnès Україна, transliterat: Ukrayina, Ucraïna) és un Domini territorial de primer nivell  internacionalitzat que s'ha aprovat per a Ucraïna. Es tracta d'una abreviatura del país molt utilitzada a Ucraïna, com a Ukrbank i Ukrnafta.

## Història
.укр fou aprovant per la Junta de l'ICANN el 28 de febrer de 2013. La zona es va afegir als servidors arrel el 19 de març de 2013. Els primers dominis van ser тест.укр (xn--e1aybc.xn--j1amh) i уміц.укр (xn--l1ank7d.xn--j1amh). En ucraïnès, "тест" vol dir "test", i "уміц" vol dir "Український Мережевий Інформаційний Центр", NIC ucraïnès. El registre es permet en rus i en ucraïnès.
El 22 d'agost de 2013 va començar el registre de dominis d'agències del govern ucraïnès al domini .укр.